# اکتون، انتاریو
اکتون، انتاریو (به انگلیسی: Acton, Ontario) یک دریاچه و شهرک در کانادا است که در انتاریو واقع شده‌است.

## خصوصیات
اکتون ۳۵۰ متر بالاتر از سطح دریا واقع شده‌است.